# Baldellia repens subsp. repens
Baldellia repens subsp. repens é uma subespécie de planta com flor pertencente à família Alismataceae. 
A autoridade científica da subespécie é (Lam.) Lawalrée, tendo sido publicada em Bull. Jard. Bot. État 29: 7 (1959).

## Portugal
Trata-se de uma subespécie presente no território português, nomeadamente em Portugal Continental.
Em termos de naturalidade é nativa da região atrás indicada.

## Protecção
Não se encontra protegida por legislação portuguesa ou da Comunidade Europeia.